# Байкальське (Бурятія)
Байкальське (рос. Байкальское) — село Північно-Байкальського району, Бурятії Росії. Входить до складу Сільського поселення Байкальського евенкінського.
Населення — 660 осіб (2015 рік).